# Bektashi
Bektashisme eller bektāshīyya (tyrkisk: Bektaşîlik, albansk: Bektashizmi eller Bektashizëm) er en shia-islamisk sufi-orden (tariqah).

## Baggrund
Ordenen er opkaldt efter Hājī Bektāsh al-Walī (1209 – 1271), som anses for at være "grundlæggeren" af ordenen. Men det menes at ordenen fik sin nuværende form i 1500-tallet af Balım Sultan.
Bektāshi-ordenen er i dag splittet i tre grene; çelebi, dedegân og babagân. Splittelsen opstod efter at ordenens daværende spirituelle leder (çelebi) Kalender Çelebi (1476 – 1528) gjorde oprør mod Osmannerriget i 1528.
For at opnå kontrol over ordenen satte sultan Suleiman I en mand ved navn Sersem Ali Baba på posten som "leder" (postnişin) af bektāshi-ordenen. Sersem Ali Baba og hans tilhængere påstod herefter at Hājī Bektāsh var cølibat og derfor ikke havde nogen slægtsmæssige arvinger. Denne gren kaldes i dag babagân.
Kalender Çelebis slægt og tilhængere udgør i dag çelebi-grenen. Denne påstår at Hājī Bektāsh var gift og havde arvinger (og at Kalender Çelebi var af denne slægt). Çelebi-grenen er dog blevet overvundet af babagân-grenen, som blev støttet af det osmanniske styre, hvorfor de fleste bektashitter i dag tilhører babagân-grenen. Den nuværende leder af denne gren er Çelebi Veliyettin Ulusoy, som i dag holder til i byen Hacıbektaş.
Den sidste gren, dedegân, består af de ocak'er, som oprindeligt hørte under bektāshi-ordenens kontrol, men som befinder sig fjernt fra Haji Bektash-klostret og i dag fungerer som nogenlunde selvstændige ocak'er. Lederen af denne gren er İzettin Doğan.
I dag er ordenen mest udbredt i Albanien og på Balkan, men var oprindeligt kommet dertil fra Anatolien, hvor der stadig i dag findes tilhængere. De fleste bektashitter (især på Balkan) tilhører babagân-grenen. Der er ikke tal på antallet af bektashitter i Tyrkiet, men det skønnes at ca. 15 % af den samlede befolkning eller 25 % af den muslimske befolkning i Albanien tilhører bektāshi-ordenen.

## Doktriner
Bektāshīyya tror på eksistensen af kun én Gud i form af Wahdat al-Wujud, at Muhammed er dennes (sidste) profet, og at De Tolv Imamer er de retlige efterfølgere af Muhammed. Som mange andre sufi-ordener har bektāshi-ordenen også De Fire Døre som grundlæggende doktrin. Formålet med De Fire Døre er at opnå det højest eksisterende stadie som menneske i form af İnsan-ı Kamil. Bektashismen deler i høj grad de samme doktriner som qizilbāsh-alevismen, dog med nogle undtagelser: I bektāshi-ordenen findes det rituelle broderskab (musahiplik) fra qizilbāsh-alevismen ikke.
Relationen mellem Bektashi-ordenen og kristendommen er omdiskuteret. Der er flere ritualer og trosforestillinger, der peger på en vist relation og påvirkning.

## Ritualer
Bektashismens ritualer er også langt hen ad vejen magen til de qizilbāsh-alevitiske ritualer. Men af centrale afvigelser kan blandt andre nævnes:
- Den rituelle pind (tarik), som benyttes blandt qizilbāsh'er, men ikke i bektashismen. I stedet for denne pind, bruger man i bektashismen hånden (kaldt pençe). I starten af 1900-tallet opstod der stridigheder mellem qizilbāsh'er i det østlige Tyrkiet og det bektashitiske hovedsæde i Hacıbektaş, da den daværende leder af bektāshi-ordenen, Çelebi Cemalettin Efendi (1864 – 1922) forsøgte at propagere for brugen af pençe frem for tarik, for at øge sin indflydelse over qizilbāsh'erne.[6]
- Muligheden for cølibati, hvilket ikke er tilladt hos qizilbāsh'erne.
- Det religiøse lederskab (kaldt baba) i bektashismen nedarves ikke, som det gør hos qizilbāsh'erne (kaldt dede).

## Hierarki
Babagân-grenen har sit hovedsæde i Tirana i Albanien, mens Çelebi-grenens hovedsæde er i byen Hacıbektaş i Tyrkiet, mens Dedegan-grenen ledes af İzzettin Doğan. Disse fungerer i dag som de øverste spirituelle myndigheder for bektashitterne.
De bektashitter som ikke er blevet initieret i ordenen, men blot kan kaldes almindelige tilhængere eller medlemmer af ordenen, kaldes aşık (niveau 1). En aşık kan herefter officielt blive initieret i ordenen, hvorefter man bliver muhip (niveau 2). Selve initiationen kaldes nasip. Det tredje niveau er dervish-graden. På dette niveau kan man også vælge at blive cølibat (mücerred). Efter dervish-graden er der mulighed for at blive baba (niveau 4), halife(-baba) (niveau 5) og endelig dede(-baba) (niveau 6).